# Liste von Kunstmuseen in den Vereinigten Staaten
Die Liste führt Kunstmuseen in den Vereinigten Staaten auf. Dabei basiert sie auf Daten der American Association of Museums. Die Museen werden nach Bundesstaat geordnet gelistet, wobei die AAM auch Puerto Rico berücksichtigt.

## Kunstmuseen nach Bundesstaat

### Alaska
| Bild | Museum                              | Ort       | Gegründet | Informationen |
| ---- | ----------------------------------- | --------- | --------- | --- |
|      | Anchorage Museum of History and Art | Anchorage | 1968      | Die Sammlung des Museums umfasst über 20.000 Objekte. Ihre Schwerpunkte liegen auf der indianischen Kunst sowie der Kunst von Künstlern Alaskas. |

### Alabama
| Bild | Museum                         | Ort        | Gegründet | Informationen |
| ---- | ------------------------------ | ---------- | --------- | --- |
|      | Birmingham Museum of Art       | Birmingham | 1951      | Die Sammlung des Museums umfasst 17.000 Objekte. Die Kollektion vietnamesischer Keramikobjekte und die Vetlesen Jade Collection gehören zu den bundesweit bedeutendsten. Das Gemälde Looking down Yosemite Valley, California von Albert Bierstadt wurde von der Stiftung National Endowment for the Humanities als eines der 40 Gemälde ausgezeichnet, die Menschen, Orte und Ereignisse der amerikanischen Geschichte am besten darstellen. |
|      | Huntsville Museum of Art       | Huntsville | 1970      | Die Sammlung des Museums umfasst 2300 Werke, die vorwiegend von amerikanischen und regionalen Künstlern stammen. |
|      | Mobile Museum of Art           | Mobile     | 1963      | |
|      | Montgomery Museum of Fine Arts | Montgomery | 1930      | Den Schwerpunkt der Sammlung des Museums bildet die Amerikanische Kunst sowie Drucke Alter Meister. Weiterhin besitzt das Museum eine umfassende Sammlung von Glas und Porzellan. |

### Arkansas
| Bild | Museum               | Ort         | Gegründet | Informationen |
| ---- | -------------------- | ----------- | --------- | ------------- |
|      | Arkansas Arts Center | Little Rock | 1960      |               |

### Arizona
| Bild | Museum                                  | Ort        | Gegründet | Informationen |
| ---- | --------------------------------------- | ---------- | --------- | --- |
|      | Phoenix Art Museum                      | Phoenix    | 1959      | |
|      | Scottsdale Museum of Contemporary Art   | Scottsdale | 1999      | Das Museum ist das einzige in Arizona, das sich ausschließlich der zeitgenössischen Kunst, Design und Architektur widmet. |
|      | University of Arizona Museum of Art     | Tucson     |           | Die Sammlung des Museums umfasst rund 5000 Objekte. Ein Großteil der Sammlung besteht aus Gemälden aus Europa von der Renaissance bis zur Moderne.                                                                                         |
|      | Tucson Museum of Art and Historic Block | Tucson     | 1924      | Die Sammlung des Museums umfasst über 7000 Werke. Der Fokus liegt dabei auf der amerikanischen Kunst. Der Historik Block besteht aus fünf Gebäuden aus der zweiten Hälfte des 19. Jahrhunderts, die sich um das Museumsgebäude gruppieren. |

### Colorado
- Aspen Art Museum in Aspen
- Colorado Springs Fine Arts Center in Colorado Springs
- Denver Art Museum in Denver
- Sangre de Cristo Arts in Pueblo

### Connecticut
- Hill-Stead Museum in Farmington
- Bruce Museum of Arts and Science in Greenwich
- Wadsworth Atheneum in Hartford
- New Britain Museum of American Art in New Britain
- Yale University Art Gallery in New Haven
- Lyman Allyn Art Museum in New London

### District of Columbia
- Corcoran Gallery of Art in Washington, D.C.
- Freer Gallery of Art in Washington, D.C.
- Hillwood Museum, Estate & Gardens in Washington, D.C.
- Hirshhorn Museum and Sculpture Garden in Washington, D.C.
- Kreeger Museum in Washington, D.C.
- National Gallery of Art in Washington, D.C.
- National Museum of African Art in Washington, D.C.
- National Museum of Women in the Arts in Washington, D.C.
- Phillips Collection in Washington, D.C.
- Arthur M. Sackler Gallery in Washington, D.C.
- Smithsonian American Art Museum & Renwick Gallery in Washington, D.C.

### Delaware
- Delaware Art Museum in Wilmington

### Florida
- Bass Museum of Art in Miami Beach
- Boca Raton Museum of Art in Boca Raton
- Florida State University Museum of Fine Arts in Tallahassee
- Frost Art Museum in Miami
- Gulf Coast Museum of Art in Largo
- John and Mable Ringling Museum of Art in Sarasota
- Lowe Art Museum in Coral Gables
- Miami Art Museum in Miami
- Museum of Art Fort Lauderdale in Fort Lauderdale
- Museum of Contemporary Art (North Miami) in North Miami,
- Museum of Fine Arts in Saint Petersburg
- Dalí Museum in Saint Petersburg
- Norton Museum of Art in West Palm Beach
- Orlando Museum of Art in Orlando
- Pensacola Museum of Art in Pensacola
- Polk Museum of Art in Lakeland
- Samuel P. Harn Museum of Art in Gainesville
- Tampa Museum of Art in Tampa
- Cummer Museum of Art and Gardens in Jacksonville
- George D. and Harriet W. Cornell Fine Arts Museum in Winter Park
- Museum of Arts & Sciences in Daytona Beach
- Society of the Four Arts in Palm Beach
- University of South Florida Contemporary Art Museum in Tampa
- Vero Beach Museum of Art in Vero Beach

### Georgia
- Albany Museum of Art in Albany
- Georgia Museum of Art in Athens
- High Museum of Art in Atlanta
- Telfair Museum of Art in Savannah
- Museum of Arts & Sciences in Macon

### Hawaii
- Honolulu Museum of Art in Honolulu

### Iowa
- Blanden Memorial Art Museum in Fort Dodge
- Cedar Rapids Museum of Art in Cedar Rapids
- Charles H. MacNider Museum in Mason City
- Dubuque Museum of Art in Dubuque
- Family Museum of Arts and Science in Bettendorf
- Figge Art Museum in Davenport
- Muscatine Art Center in Muscatine
- Sioux City Art Center in Sioux City
- University Museums Iowa State University in Ames
- University of Iowa Museum of Art in Iowa City

### Idaho
- Boise Art Museum in Boise
- Art Museum of Eastern Idaho in Idaho Falls
- Sun Valley Center for the Arts in Ketchum
- Herrett Center for Arts and Science College of Southern Idaho in Twin Falls

### Illinois
- David & Alfred Smart Museum of Art in Chicago
- Krannert Art Museum in Champaign
- Lakeview Museum of Arts and Sciences in Peoria
- Museum of Contemporary Art in Chicago
- National Museum of Mexican Art in Chicago
- Tarble Arts Center in Charleston
- Art Institute of Chicago in Chicago

### Indiana
- Art Museum of Greater Lafayette in Lafayette
- Ball State University Museum of Art College of Fine Art in Muncie
- Eiteljorg Museum of American Indians and Western Art in Indianapolis
- Evansville Museum of Arts and Science in Evansville
- Fort Wayne Museum of Art in Fort Wayne
- Indiana University Art Museum in Bloomington
- Indianapolis Museum of Art in Indianapolis
- South Bend Regional Museum of Art in South Bend
- Swope Art Museum in Terre Haute
- Snite Museum of Art in Notre Dame

### Kalifornien
| Bild | Museum                                      | Ort           | Gegründet | Informationen |
| ---- | ------------------------------------------- | ------------- | --------- | --- |
|      | Asian Art Museum                            | San Francisco | 1966      | Die Sammlung des Museums umfasst über 17.000 Objekte und gehört zu den weltweit bedeutendsten dieser Art. Sie geht auf eine Schenkung von Avery Brundage zurück. |
|      | Bakersfield Museum of Art                   | Bakersfield   | 1956      | |
|      | Institute of Contemporary Art San Francisco | San Francisco | 2022      | Das Institute of Contemporary Art San Francisco (ICA SF) ist eine nicht-kommerzielle Einrichtung mit einer über 1000 Quadratmeter großen Galerie, die im Oktober 2022 eröffnet wurde und von Spendern aus dem Silicon Valley finanziert wird. Es ist auf die Präsentation temporärer, grenzüberschreitender Kunst spezialisiert. |

- Berkeley Art Museum in Berkeley
- Fresno Art Museum in Fresno
- Fresno Metropolitan Museum in Fresno
- Long Beach Museum of Art in Long Beach
- University Art Museum California State University in Long Beach
- Armand Hammer Museum of Art and Cultural Center in Los Angeles
- J. Paul Getty Museum in Los Angeles und Malibu
- Los Angeles County Museum of Art in Los Angeles
- Museum of Contemporary Art Los Angeles in Los Angeles
- Monterey Museum of Art in Monterey
- Hearst Art Gallery in Moraga
- Palm Springs Art Museum in Palm Springs
- Norton Simon Museum in Pasadena
- Crocker Art Museum in Sacramento
- Robert V. Fullerton Art Museum in San Bernardino
- Museum of Contemporary Art, San Diego in San Diego
- Museum of Photographic Arts in San Diego
- San Diego Museum of Art in San Diego
- Fine Arts Museums of San Francisco in San Francisco
- San Francisco Museum of Modern Art in San Francisco
- San Jose Museum of Art in San Jose
- Huntington-Bibliothek in San Marino
- Bowers Museum of Cultural Art in Santa Ana
- Santa Barbara Museum of Art in Santa Barbara
- University Art Museum University of California in Santa Barbara

### Kansas
- Marianna Kistler Beach Museum of Art in Manhattan
- Mulvane Art Museum in Topeka
- Salina Art Center in Salina
- Helen Foresman Spencer Museum of Art in Lawrence
- Ulrich Museum of Art in Wichita
- Wichita Art Museum in Wichita

### Kentucky
- Speed Art Museum in Louisville
- University of Kentucky Art Museum in Lexington

### Louisiana
- Alexandria Museum of Art in Alexandria
- LSU Museum of Art in Baton Rouge
- Meadows Museum of Art in Shreveport
- New Orleans Museum of Art in New Orleans

### Massachusetts
- Fitchburg Art Museum in Fitchburg
- Fogg Art Museum in Cambridge
- Busch-Reisinger Museum in Cambridge
- Arthur M. Sackler Museum in Cambridge
- Isabella Stewart Gardner Museum in Boston
- Mead Art Museum in Amherst
- MIT-List Visual Arts Center in Cambridge
- Museum of Fine Arts in Boston
- Smith College Museum of Art in Northampton
- Sterling and Francine Clark Art Institute in Williamstown
- Institute of Contemporary Art in Boston
- Williams College Museum of Art in Williamstown
- Worcester Art Museum in Worcester
- Peabody Essex Museum in Salem (Massachusetts)

### Maryland
- Academy Art Museum in Easton
- Baltimore Museum of Art in Baltimore
- Contemporary Museum in Baltimore
- Walters Art Museum in Baltimore
- Washington County Museum of Fine Arts in Hagerstown
- Glenstone, in Potomac (Maryland)

### Maine
- Bowdoin College Museum of Art in Brunswick
- Colby College Museum of Art in Waterville
- Farnsworth Art Museum in Rockland
- Portland Museum of Art in Portland

### Michigan
- Alden B. Dow Museum of Science & Art in Midland
- Art Center of Battle Creek in Battle Creek
- Cranbrook Art Museum in Bloomfield Hills
- Flint Institute of Arts in Flint
- Grand Rapids Art Museum in Grand Rapids
- Krasl Art Center in Saint Joseph
- Kresge Art Museum in East Lansing
- Muskegon Museum of Art in Muskegon
- Saginaw Art Museum in Saginaw
- Detroit Institute of Arts in Detroit
- University of Michigan Museum of Art in Ann Arbor

### Minnesota
- Minneapolis Institute of Arts in Minneapolis
- Minnesota Marine Art Museum in Winona
- Walker Art Center in Minneapolis

### Missouri
- Albrecht-Kemper Museum of Art in Saint Joseph
- Mildred Lane Kemper Art Museum in St. Louis
- Museum of Art and Archaeology in Columbia
- Saint Louis Art Museum in St. Louis
- Nelson-Atkins Museum of Art in Kansas City

### Mississippi
- Lauren Rogers Museum of Art in Laurel
- Walter Anderson Museum of Art in Ocean Springs

### Montana
- Missoula Art Museum in Missoula

### North Carolina
- Ackland Art Museum in Chapell Hill
- Asheville Art Museum in Asheville
- Gaston County Museum of Art and History in Dallas
- Greenville Museum of Art in Greenville
- Hickory Museum of Art in Hickory
- Nasher Museum of Art in Durham
- North Carolina Museum of Art in Raleigh
- Reynolda House Museum of American Art in Winston-Salem
- Southeastern Center for Contemporary Art in Winston-Salem
- Mint Museums in Charlotte
- Waterworks Visual Arts Center in Salisbury
- Weatherspoon Art Museum in Greensboro

### North Dakota
- Plains Art Museum in Fargo

### Nebraska
- Joslyn Art Museum in Omaha
- Sheldon Memorial Art Gallery in Lincoln

### Nevada
- Nevada Museum of Art in Reno

### New Hampshire
- Hood Museum of Art in Hanoer
- Currier Gallery of Art in Manchester

### New Jersey
- Montclair Art Museum in Montclair
- Princeton University Art Museum in Princeton
- Visual Arts Center of New Jersey in Summit

### New Mexico
- Roswell Museum and Art Center in Roswell

### New York
- Albany Institute of History and Art in Albany
- Buffalo AKG Art Museum in Buffalo
- Burchfield-Penney Art Center in Buffalo
- Fenimore Art Museum in Cooperstown
- Rockwell Museum of Western Art in Corning
- Arnot Art Museum in Elmira
- Picker Art Gallery in Hamilton
- Heckscher Museum of Art in Huntington
- Herbert F. Johnson Museum of Art in Ithaca
- Katonah Museum of Art in Kathona
- Brooklyn Museum in New York City
- Dahesh Museum of Art in New York City
- Frick Collection in New York City
- Grey Art Gallery in New York City
- Hispanic Society of America in New York City
- Metropolitan Museum of Art in New York City
- Museum of Arts and Design in New York City
- Museum of Modern Art in New York City
- Neue Galerie in New York City
- Solomon R. Guggenheim Museum in New York City
- Whitney Museum of American Art in New York City
- Frederic Remington Art Museum in Ogdensburg
- Frances Lehman Loeb Art Center in Poughkeepsie
- Neuberger Museum of Art in Purchase
- Memorial Art Gallery in Rochester
- Parrish Art Museum in Water Mill, New York, Long Island, New York
- Long Island Museum of American Art, History and Carriages in Stony Brook
- Everson Museum of Art in Syracuse
- Munson-Williams-Proctor Arts Institute Museum of Art in Utica

### Ohio
- Akron Art Museum in Akron
- Allen Memorial Art Museum in Oberlin
- Butler Institute of American Art in Youngstown
- Canton Museum of Art in Canton
- Cincinnati Art Museum in Cincinnati
- Columbus Museum of Art in Columbus
- Miami University Art Museum in Oxford
- Springfield Museum of Art in Springfield
- Cleveland Museum of Art in Cleveland
- Dayton Art Institute in Dayton
- Taft Museum of Art in Cincinnati
- Toledo Museum of Art in Toledo

### Oklahoma
- Fred Jones Jr. Museum of Art in Norman
- Oklahoma City Museum of Art in Oklahoma City
- Philbrook Museum of Art in Tulsa

### Oregon
- Jordan Schnitzer Museum of Art in Eugene
- Portland Art Museum in Portland

### Pennsylvania
- Allentown Art Museum in Allentown
- Kemerer Museum of Decorative Arts Historic Bethlehem Partnership in Bethlehem
- Philip and Muriel Berman Museum of Art in Collegeville
- James A. Michener Art Museum in Doylestown
- Westmoreland Museum of American Art in Greensburg
- Southern Alleghenies Museum of Art in Loretto
- Barnes Foundation in Philadelphia
- Museum of the Pennsylvania Academy of Fine Arts in Philadelphia
- Philadelphia Museum of Art in Philadelphia
- Rosenbach Museum & Library in Philadelphia
- Woodmere Art Museum in Philadelphia
- Carnegie Museum of Art in Pittsburgh

### Puerto Rico
- Museo de Arte de Ponce in Ponce

### Rhode Island
- Rhode Island School of Design Museum in Providence
- Newport Art Museum in Newport

### South Carolina
- Columbia Museum of Art in Columbia
- Gibbes Museum of Art in Charlestown
- Greenville County Museum of Art in Greenville

### South Dakota
- South Dakota Art Museum in Brookings

### Tennessee
- Cheekwood Museum of Art in Nashville
- Frist Center for the Visual Arts in Nashville
- Hunter Museum of American Art in Chattanooga
- Knoxville Museum of Art in Knoxville
- Memphis Brooks Museum of Art in Memphis

### Texas
- Amarillo Museum of Art in Amarillo
- Amon Carter Museum in Fort Worth
- Blanton Museum of Art in Austin
- Chinati Foundation in Marfa
- Contemporary Arts Museum Houston in Houston
- Dallas Museum of Art in Dallas
- El Paso Museum of Art in El Paso
- Ellen Noel Art Museum of the Permian Basin in Odessa
- International Museum of Art & Science in McAllen
- Kimbell Art Museum in Fort Worth
- McNay Art Museum in San Antonio
- Modern Art Museum of Fort Worth in Fort Worth
- San Angelo Museum of Fine Arts in San Angelo
- San Antonio Museum of Art in San Antonio
- Art Center of Waco in Waco
- Museum of Fine Arts, Houston in Houston
- Old Jail Art Center in Albany
- Tyler Museum of Art in Tyler

### Utah
- Nora Eccles Harrison Museum of Art in Logan
- Utah Museum of Fine Arts in Salt Lake City

### Virginia
- Art Museum of Western Virginia in Roanoke
- Chrysler Museum of Art in Norfolk
- Muscarelle Museum of Art in Williamsburg
- Peninsula Fine Arts Center in Newport News
- Piedmont Arts Association in Martinsville
- University of Virginia Art Museum in Charlottesville
- Virginia Museum of Fine Arts in Richmond
- William King Regional Arts Center in Abingdon

### Vermont
- Middlebury College Museum of Art in Middlebury
- Shelburne Museum in Shelburne

### Washington
- Frye Art Museum in Seattle
- Henry Art Gallery in Seattle
- Maryhill Museum of Art in Goldendale
- Seattle Art Museum in Seattle
- Tacoma Art Museum in Tacoma
- Northwest Museum of Arts and Culture in Spokane
- Whatcom Museum of History and Art in Bellingham

### Wisconsin
- Charles A. Wustum Museum of Fine Arts in Racine
- Chazen Museum of Art in Madison
- Leigh Yawkey Woodson Art Museum in Wausau
- Madison Museum of Contemporary Art in Madison
- Milwaukee Art Museum in Milwaukee
- Paine Art Center in Oshkosh
- Rahr-West Art Museum in Manitowoc

### West Virginia
- Clay Center for the Arts and Sciences of West Virginia in Charleston
- Huntington Museum of Art in Huntington

### Wyoming
- National Museum of Wildlife Art in Jackson
- University of Wyoming Art Museum in Laramie